# Solomon R. Guggenheim Museum

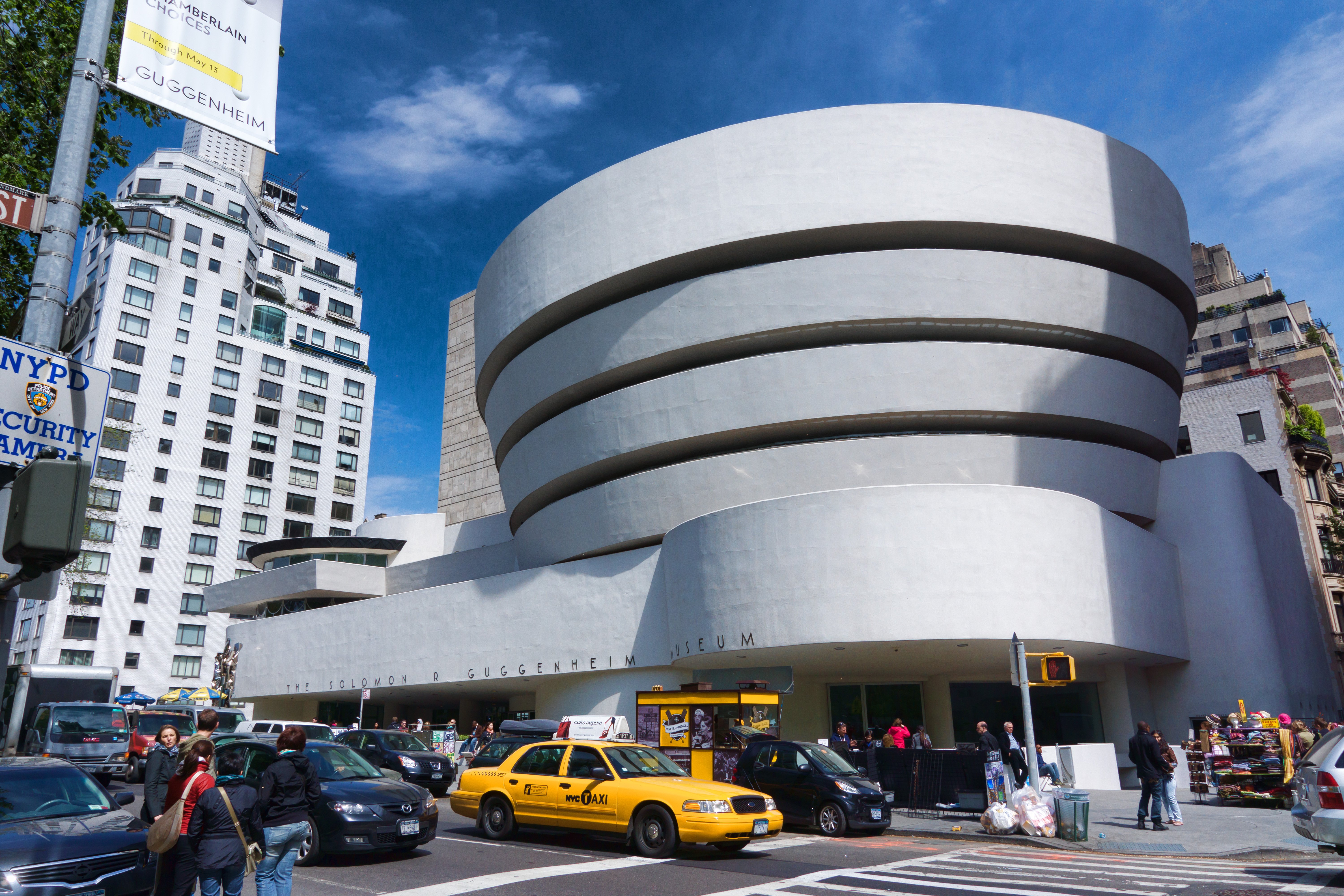
Solomon R. Guggenheim Museum (2012)

Das Solomon R. Guggenheim Museum, auch kurz Das Guggenheim genannt, ist ein 1939 gegründetes Museum für moderne Kunst in New York City. Es liegt an der Fifth Avenue im Stadtviertel Upper East Side von Manhattan zwischen dem Central Park und dem East River. Das Museum wird von der Solomon R. Guggenheim Foundation betrieben und ist das älteste und bekannteste der Guggenheim-Museen. Das Museumsgebäude wurde von Frank Lloyd Wright entworfen und 1959 eröffnet. Der Schwerpunkt der gezeigten Sammlung liegt auf der abstrakten Kunst, sie enthält jedoch auch Werke des Impressionismus, Post-Impressionismus, Expressionismus und Surrealismus.

## Geschichte
In den Jahren 1929 und 1930 begann Solomon R. Guggenheim, der ein Mitglied der Industriellen-Familie Guggenheim war, damit, eine Sammlung avantgardistischer moderner Kunst aufzubauen. Dabei beriet ihn beim Kauf die junge deutsche Künstlerin Hilla von Rebay, die ihn erst mit dieser Kunst in Berührung brachte, nachdem er anfangs Werke Alter Meister gesammelt hatte. In den frühen 1930er-Jahren stellte Solomon R. Guggenheim die wachsende Sammlung in seinem Apartment im New Yorker Savoy-Plaza Hotel aus und präsentierte in kleinen Ausstellungen Neuerwerbungen der Öffentlichkeit. Unter der Organisation Rebays entstand die Solomon R. Guggenheim Collection of Non-Objective Paintings, welche auf Ausstellungstournee nach Charleston, Philadelphia und Baltimore ging.
1937 wurde die Solomon R. Guggenheim Foundation gegründet, die vom Staat New York die Erlaubnis erhielt, eines oder auch mehrere Museen zu betreiben. Solomon R. Guggenheim wurde zum ersten Präsidenten der Gesellschaft gewählt, Hilla von Rebay zur Kuratorin. 1939 gründete die Gesellschaft ein kleines Museum of Non-Objective Painting in der 24th East Street in einem von Lewis Muschenheim umgestalteten alten Autohaus, um die Sammlung Solomon R. Guggenheims auszustellen. Die Eröffnung fand am 1. Juli mit der Ausstellung Art of Tomorrow statt. Erste Direktorin des Museums war Hilla von Rebay. Die Wände des Museums waren mit Velours dekoriert, es wurden Klassik-Aufnahmen gespielt und Räucherkerzen abgebrannt. Gezeigt wurden Werke der abstrakten Kunst aus Europa und Nordamerika.
Solomon R. Guggenheim und Hilla von Rebay beauftragten 1943 Frank Lloyd Wright damit, ein neues Museumsgebäude zu entwerfen, das zwischen der 88th und 89th Street an der Fifth Avenue entstehen sollte. In der Folge fertigte Wright über 700 Skizzen an. Der Bau wurde aber erst zwischen 1956 und 1959 realisiert, was an der Inflation infolge des Zweiten Weltkrieges und an der Blockade durch die Baubehörde lag. 1952 gab Rebay den Direktorenposten auf, nachdem sie nach dem Tod Guggenheims Ende 1949 bei den Kuratoren des Museums immer weiter in Ungnade gefallen war. Sie hatte bis zu ihrem Tod keinen Kontakt mehr zum Museum. Ihr Nachfolger als Direktor war James Johnson Sweeney. Das Museum of Non-Objective Painting wurde in Erinnerung an den Begründer in Solomon R. Guggenheim Museum umbenannt. Außerdem wurde unter Sweeneys Leitung der Fokus von der abstrakten Malerei wegbewegt. So erwarb er beispielsweise Skulpturen, die nicht dieser Kunstrichtung angehörten. Während der Zeit der Planung und des Baus wechselte das Museum of Non-Objective Painting mehrmals seinen Standort und wurde in Stadthäusern an der Fifth Avenue 1071 und East 82nd Street untergebracht. Am 21. Oktober 1959 wurde schließlich das neue Museumsgebäude eröffnet, ein halbes Jahr nach dem Tod Wrights. Der Neubau kostete drei Millionen US-Dollar, was inflationsbedingt heutzutage (Stand Mai 2024) etwa 32,3 Mio. US-Dollar entspräche.
1960 gab Sweeney den Posten des Museumsdirektors auf. Erst 1961 wurde als Nachfolger Thomas Messer bestellt, der für 27 Jahre die Leitung des Museums übernahm. In dieser Zeit vergrößerte er die Sammlung und etablierte das Solomon R. Guggenheim Museum als eine Einrichtung von Weltrang, die für ihre Sonderausstellungen bekannt wurde. Im Jahr 1963 erhielt das Solomon R. Guggenheim Museum einen Teil der Sammlung von Justin K. Thannhauser, insgesamt 70 Werke, unter der Bedingung, dass diese dauerhaft ausgestellt würden. 1988 wurde Messer von Thomas Krens als Direktor des Museums abgelöst. Dieser plante ein Expansionsprogramm für das Solomon R. Guggenheim Museum, welches eine Museumserweiterung nach Plänen des Architekten Gwathmey Siegel und die Restaurierung des von Wright gestalteten Museumsgebäudes beinhaltete.
Für die Restaurierung wurde das Museum von 1990 bis 1992 für die Öffentlichkeit geschlossen. In dieser Zeit gingen die Meisterwerke des Solomon R. Guggenheim Museums auf eine gefeierte Welttournee und waren in Australien, Madrid, Venedig, Montreal und Tokio zu sehen. Durch Ankauf und Schenkungen gelangte die Solomon R. Guggenheim Foundation 1991 in den Besitz der Panza di Biumo Collection of Minimalist and Conceptual Art. Damit vergrößerte sich die Sammlung des Museums beträchtlich. 1992 wurde das Solomon R. Guggenheim Museum mit dem Anbau wiedereröffnet.
2005 übernahm Lisa Dennison, bis dahin stellvertretende Direktorin und Chefkuratorin, den Posten der Direktorin des Solomon R. Guggenheim Museums. Im Jahr 2006 begann die Restaurierung der Fassade des Museums. Während einer 17-monatigen Untersuchung wurden zuvor mit Hilfe der Echo-Technologie alle Risse im Zement ermittelt und auf einer Karte mittels Lasermessung dokumentiert. Diese anspruchsvollen Arbeiten wurden im Sommer 2008 abgeschlossen.

## Museumsgebäude

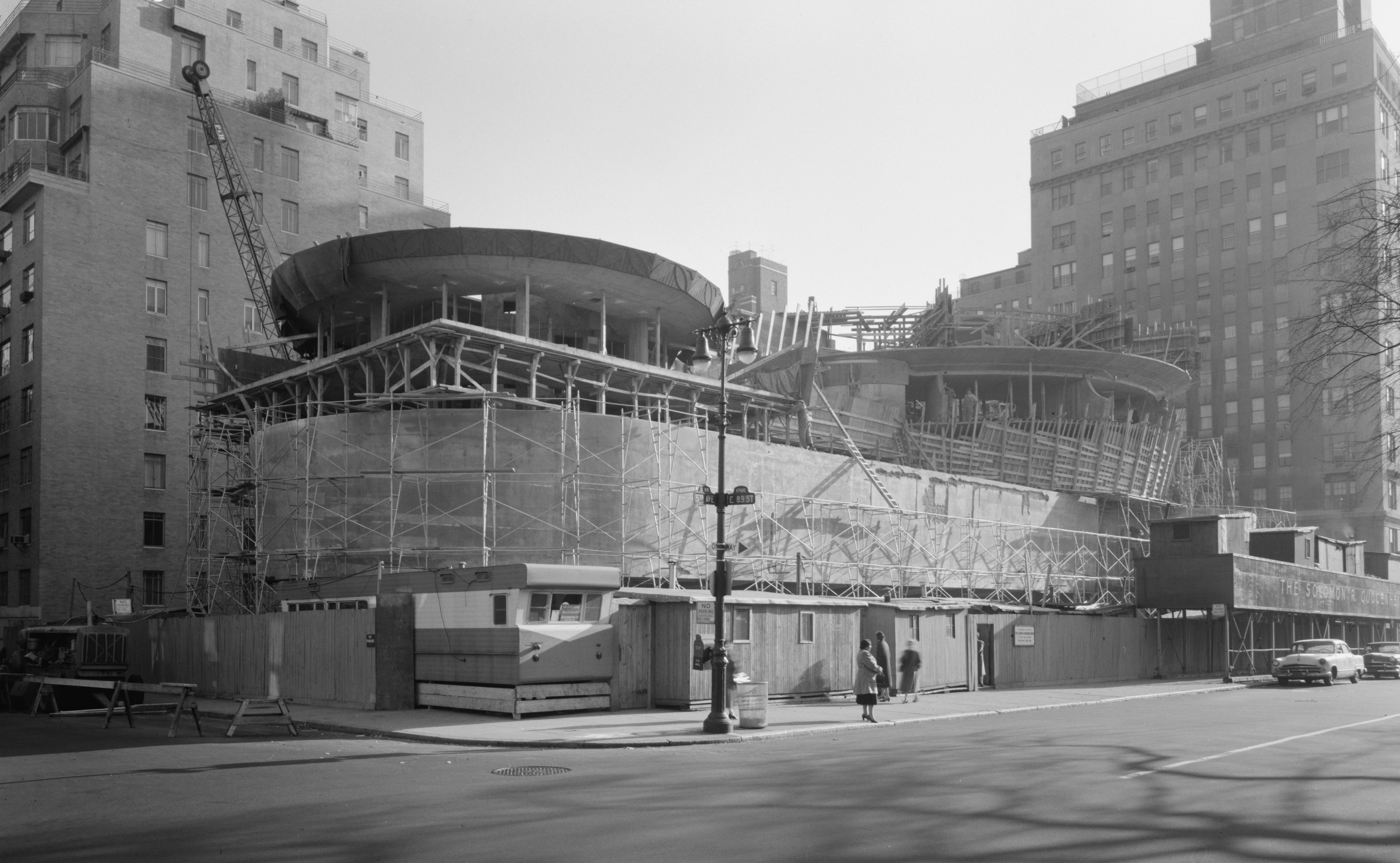
In der Bauphase

### Planung

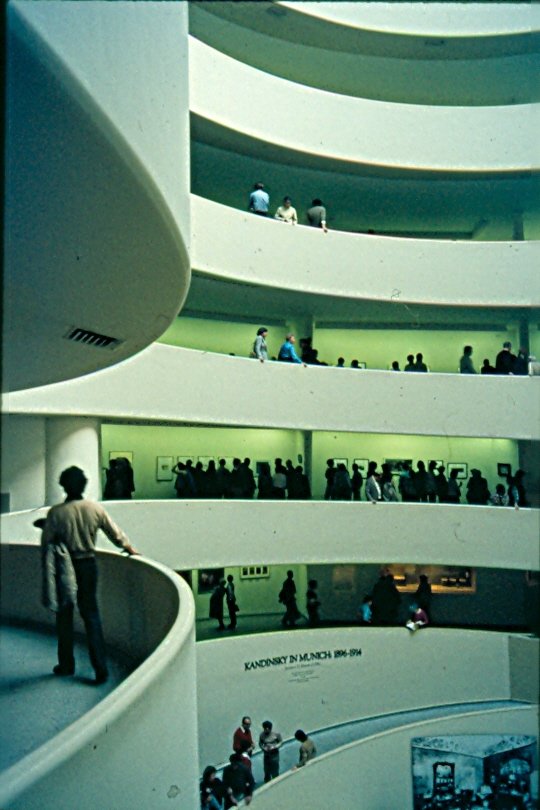
Die verschiedenen Etagen der spiralförmigen Rampe

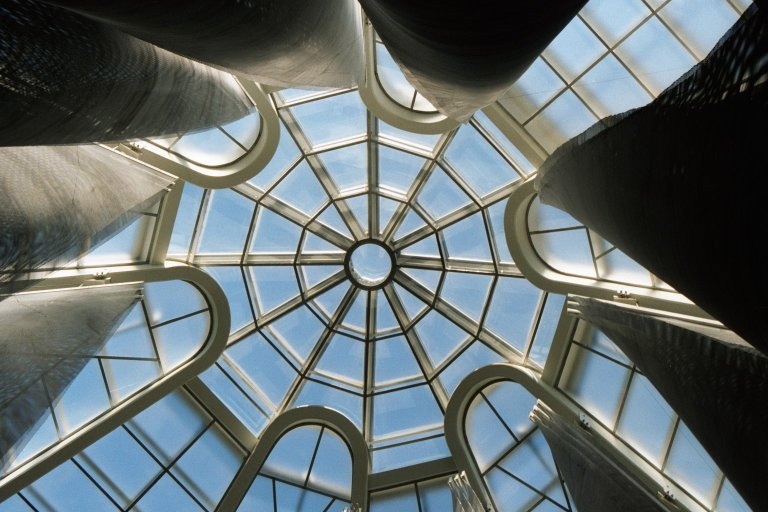
Die Dachkonstruktion des Solomon R. Guggenheim Museums

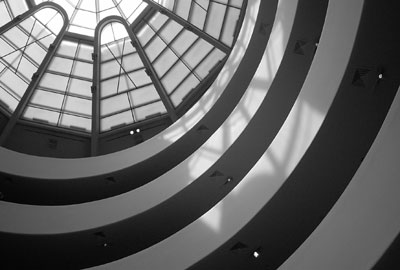
Innenansicht über die Rampe bis hin zur Kuppel

Mit der Planung des Museumsgebäudes, das noch heute genutzt wird, wurde im Juni 1943 der Architekt Frank Lloyd Wright beauftragt. In einem Brief an Wright äußerte Hilla von Rebay, warum sie ihn als Architekt ausgewählt hatte und welche Erwartungen sie in ihn setzte: „I need a fighter, a lover of space, an agitator, a tester and a wise man. . . . I want a temple of spirit, a monument!“ (deutsch: „Ich brauche einen Kämpfer, einen Liebhaber des Raumes, einen Agitator, einen Prüfer und weisen Mann ... Ich möchte einen Tempel des Geistes, ein Monument“) Frank Lloyd Wright begann mit den Planungen für das Gebäude, in deren Verlauf er in Konflikte mit der Stadtverwaltung, seinen Auftraggebern, der Öffentlichkeit und der Kunstwelt, welche alle verschiedene Vorstellungen für das Museum hatten, geriet. Der Baubeginn verzögerte sich unter anderem, weil die Baubehörde New Yorks 32 Punkte am ursprünglichen Plan bemängelte. Auch Rebay nahm Einfluss auf die Planungen. So geht die weiße Farbe des Museums auf sie zurück, wogegen Wright erst mit Rot plante. Daneben war Wright nicht vom Standort New York überzeugt, da er die Stadt für überbevölkert und zugebaut hielt. Wrights Plan sah drei Gebäude vor: eine große Rotunde, eine kleine Rotunde und einen Turm. Ursprünglich wollte er das Museum hauptsächlich aus Glas bauen, im umgesetzten Entwurf nahm dieses Material keine so tragende Rolle mehr ein.

### Architektur
Frank Lloyd Wrights Gebäude hat die Grundform einer Rotunde. Der Kreis ist dabei das Hauptmotiv des Grundrisses und der terrassenförmigen Etagen. Insgesamt vereint das Museum in sich verschiedene geometrische Formen wie Dreiecke, Kreise, Ovale, Bögen und Quadrate. Neben dem Hauptgebäude gibt es noch eine kleine Rotunda, die erst die Wohnungen Guggenheims und Rebays beherbergte und heute als Bürogebäude genutzt wird. Mit der Erweiterung des Museums zu Beginn der 1990er-Jahre wurde ebenfalls der von Wright geplante Turm realisiert.
Die Architektur des Gebäudes ist maßgeblich durch die Lage in der Nähe des Central Parks beeinflusst. Die Natur bildet nicht nur einen Ruhepol zum Rummel New Yorks, sondern bot auch Anlehnung für die Konstruktion Wrights. So ist das Solomon R. Guggenheim Museum ein Versuch, die Plastizität organischer Strukturen in die Architektur zu übersetzen. Frank Lloyd Wright schuf eine sich windende Rampe mit einer Steigung von drei Prozent, an der die Kunstwerke ausgestellt werden, im Gegensatz zu den normalerweise in Museen vertretenen Konzepten, in denen der Besucher durch verschiedene untereinander verbundene Räume geführt wird. Wrights Konzept beinhaltet einen Aufzug, der die Besucher zum höchsten Punkt der Rampe transportiert, so dass sie an den Kunstwerken vorbei nach unten laufen können. Die Galerien sind in verschiedene Sektionen unterteilt, was vom Aufbau her der Kammeraufteilung einer Zitrusfrucht nachempfunden ist. Der Rundbau ist nach innen hin offen, so dass der Besucher Kunstwerke aus mehreren Segmenten und Etagen aus verschiedenen Blickwinkeln betrachten kann. 28 Meter über dem Boden befindet sich eine Glaskuppel als Dach.
Um die Wirkung der Bilder im Raum zu stärken, wurden helle, fluoreszierende Lampen installiert, die das Sonnenlicht aufheben, und so entsteht ein solches Hintergrundlicht, dass die Bilder eine besondere Leichtigkeit erhalten.
Im Mai 2005 wurde das Gebäude in das National Register of Historic Places eingetragen. Am 6. Oktober 2008 erhielt das Solomon R. Guggenheim Museum den Status eines National Historic Landmarks.

### Bewertung
Schon im Vorfeld des Baus, während der Planungsphase, wurde das Projekt immer wieder kritisiert. Einige Kritiker des Projekts, vor allem Künstler, lehnten die Architektur des Museums ab, da sie den Bildern die Show stehle. So sagte der Kunstkritiker John Canaday in der New York Times „A war between architecture and painting, in which both come out badly maimed“ (deutsch: „Ein Krieg zwischen Architektur und Malerei, aus dem beide verstümmelt hervorgehen“). Ein Künstler sagte über das Gebäude „He [Frank Lloyd Wright] has made painting absolutely unimportant“ (deutsch: „Er [Frank Lloyd Wright] hat die Malerei absolut unwichtig gemacht“) und der New York Daily Mirror schrieb „A building that should be put in a museum to show how mad the 20th century is“ (deutsch: „Ein Gebäude, das in einem Museum ausgestellt werden sollte, um zu zeigen, wie verrückt das 20. Jahrhundert ist“).
Neben der Kritik an dem Museumsgebäude fand es aber auch positive Resonanz. Das Solomon R. Guggenheim Museum gilt als das bedeutendste Gebäude aus Frank Lloyd Wrights letzten Lebensjahren. So sagte der Architekt Philip Johnson „Mr. Wright’s greatest building, New York’s greatest building. One of the greatest rooms of the 20th century“ (deutsch: „Mr. Wrights großartigstes Gebäude, New Yorks großartigstes Gebäude. Einer der großartigsten Räume des 20. Jahrhunderts“).
Das Museumsgebäude wurde 2019 zusammen mit sieben weitern Gebäuden als The 20th-Century Architecture of Frank Lloyd Wright zum UNESCO-Weltkulturerbe erklärt.

## Sammlung
Die im Solomon R. Guggenheim Museum ausgestellte Sammlung umfasst mehrere unterschiedliche Sammlungsteile, die mit der Zeit zusammengetragen wurden. Der Grundstock besteht aus der Sammlung Solomon R. Guggenheims, die sich anfangs stark auf die abstrakte Malerei konzentrierte. In dieser Zeit erwarb er zentrale Werke Wassily Kandinskys wie die Bilder Im schwarzen Viereck und Komposition 8 aus dem Jahr 1923. Solomon Guggenheims Sammlung wuchs beständig und wird heute als founding collection (deutsch: „Gründungssammlung“) bezeichnet. Sie umfasste weiterhin Werke wie Kontrast der Formen von Fernand Légers oder Robert Delaunays Simultanes Fenster. Daneben kaufte Guggenheim aber auch Kunst, die nicht als gegenstandslos bezeichnet werden kann. So erwarb er Marc Chagalls Paris, durch das Fenster gesehen und Grüner Violinist. Jedoch galten alle Werke, die Guggenheim kaufte, als avantgardistisch.
Die Sammlung vergrößerte sich mit dem Erwerb des Nachlasses des Kunsthändlers Karl Nierendorf im Jahr 1948 um 730 Objekte. Darunter befanden sich 110 Werke von Paul Klee, 24 von Lyonel Feininger, 18 Kandinskys, sechs Chagalls und zwei Bilder Joan Mirós. Außerdem wurde Der irrende Ritter von Oskar Kokoschka erworben. Somit enthält die Sammlung bedeutende Werke des Expressionismus und Surrealismus und wurde mit der Zeit um weitere Schlüsselwerke wie Gesellschaft Paris von Max Beckmann ergänzt.
Ebenfalls zur Sammlung gehören seit den 1950er-Jahren Skulpturen wie Adam und Eva von Constantin Brâncuși. Daneben gehören Werke von Bildhauern wie Alexander Calder, David Smith und Jean Arp, die zum Teil aus der Sammlung Katherine Dreiers stammten, zu den Exponaten der Sammlung. Außerdem wurde mit dem Erwerb des Bildes Mann mit verschränkten Armen aus dem Jahr 1899 von Paul Cézanne der Grundsatz aufgehoben, nur Werke des 20. Jahrhunderts in die Sammlung aufzunehmen.
Mit der Thannhauser Collection wurde 1963 die Sammlung um Werke des Impressionismus und Post-Impressionismus ergänzt. Sie kam erst als Leihgabe ins Museum und ging später als Erbe in den Besitz der Guggenheim Foundation über. Darunter befinden sich Werke wie Hügel bei Saint-Rémy von Vincent van Gogh, Haere Mai von Paul Gauguin, Vor dem Spiegel von Édouard Manet und Hügellandschaft bei Pontoise von Camille Pissarro, welches aus dem Jahr 1867 stammt und bis heute das älteste Werk in der Sammlung ist. Ebenfalls aus der Thannhauser Collection stammen 32 Gemälde und Arbeiten auf Papier von Pablo Picasso wie Le Moulin de la Galette und Frau mit gelben Haar. Nachdem das Museum schon im Besitz einiger Werke der analytisch-kubistischen und somit abstrakten Phase Picassos wie dem Akkordeonspieler war, ist es nach den Ergänzungen mit der Thannhauser Collection im Besitz einer der größten öffentlichen Sammlungen von Werken Picassos.

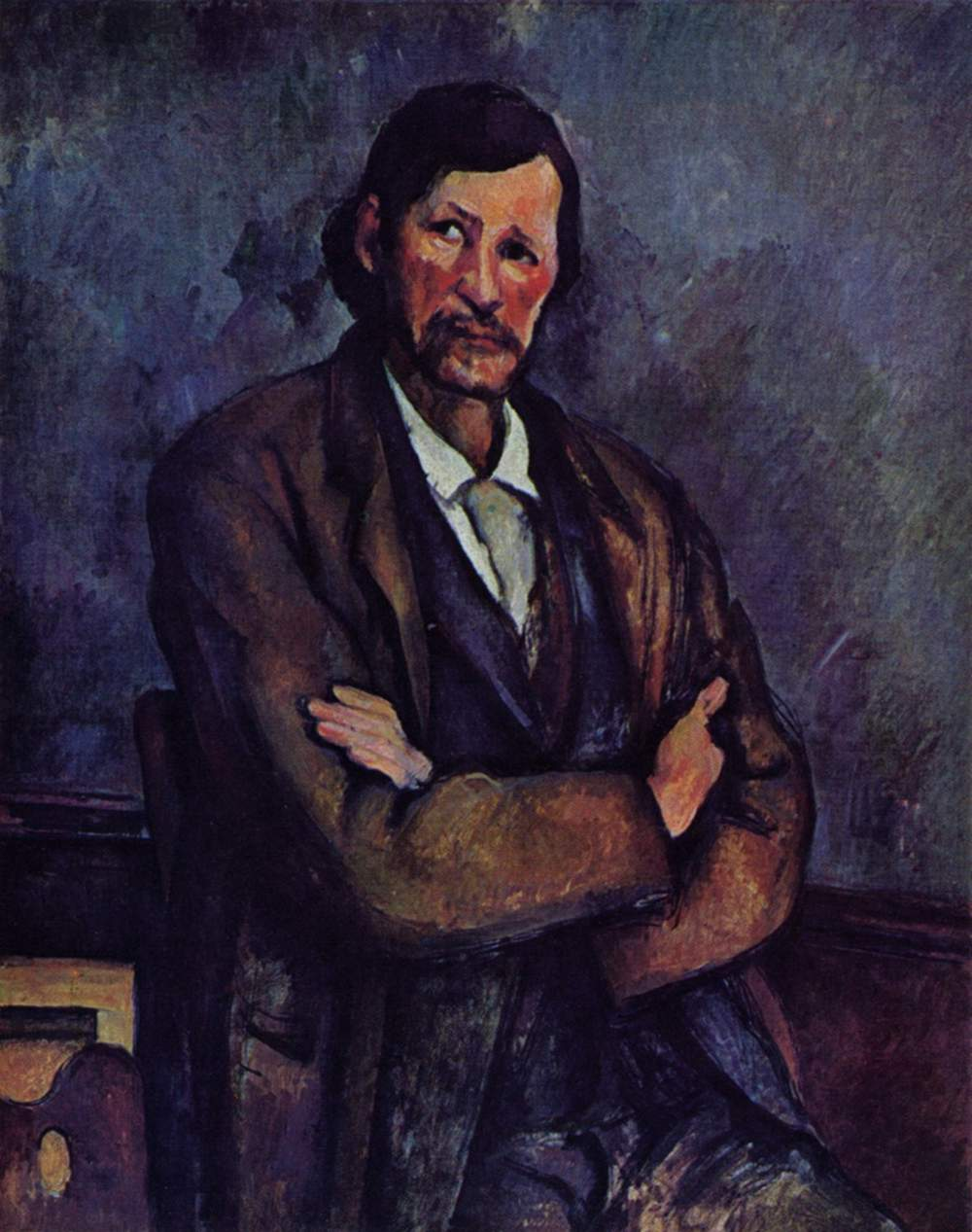
Mann mit verschränkten Armen von Paul Cézanne
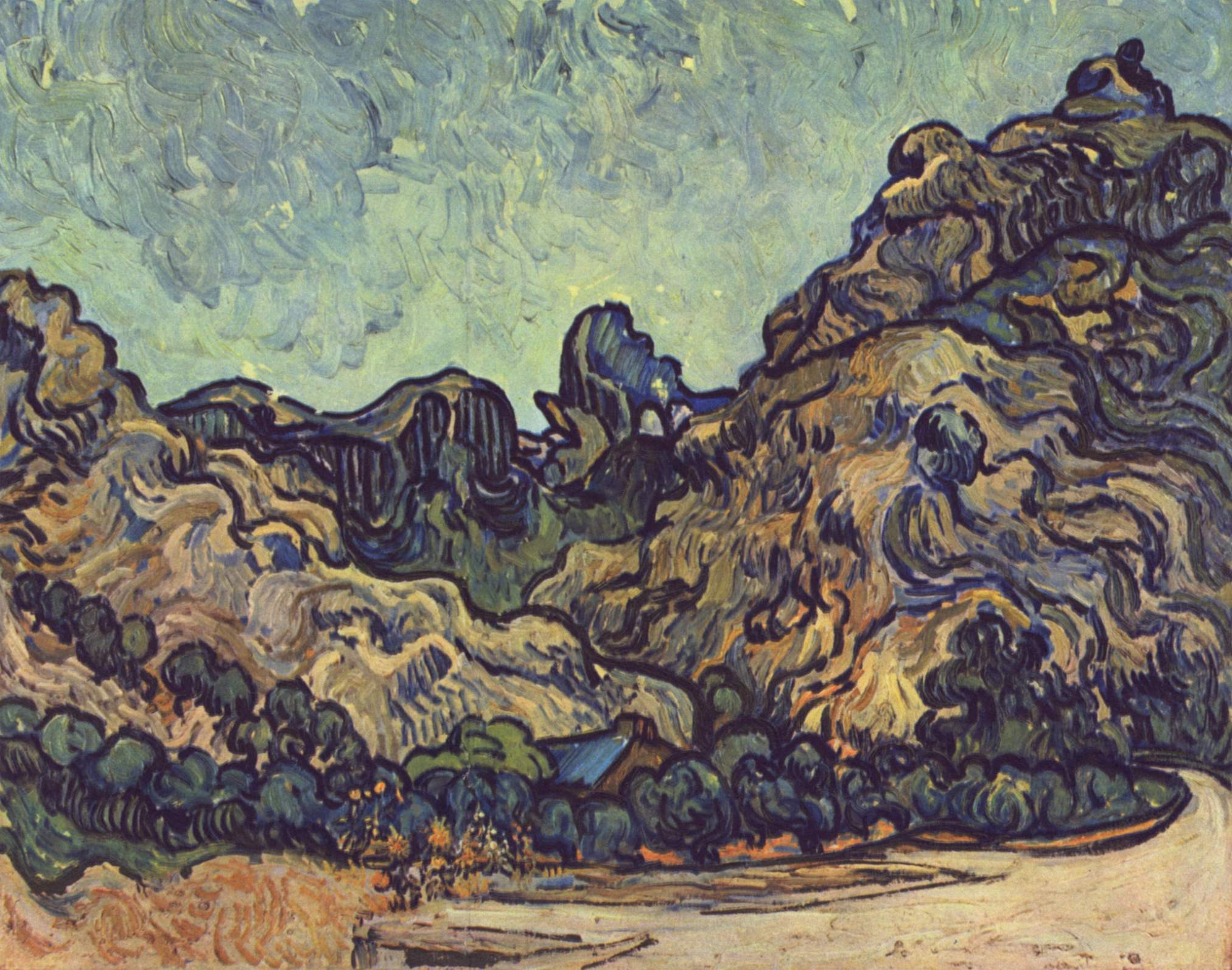
Hügel bei Saint-Rémy von Vincent van Gogh
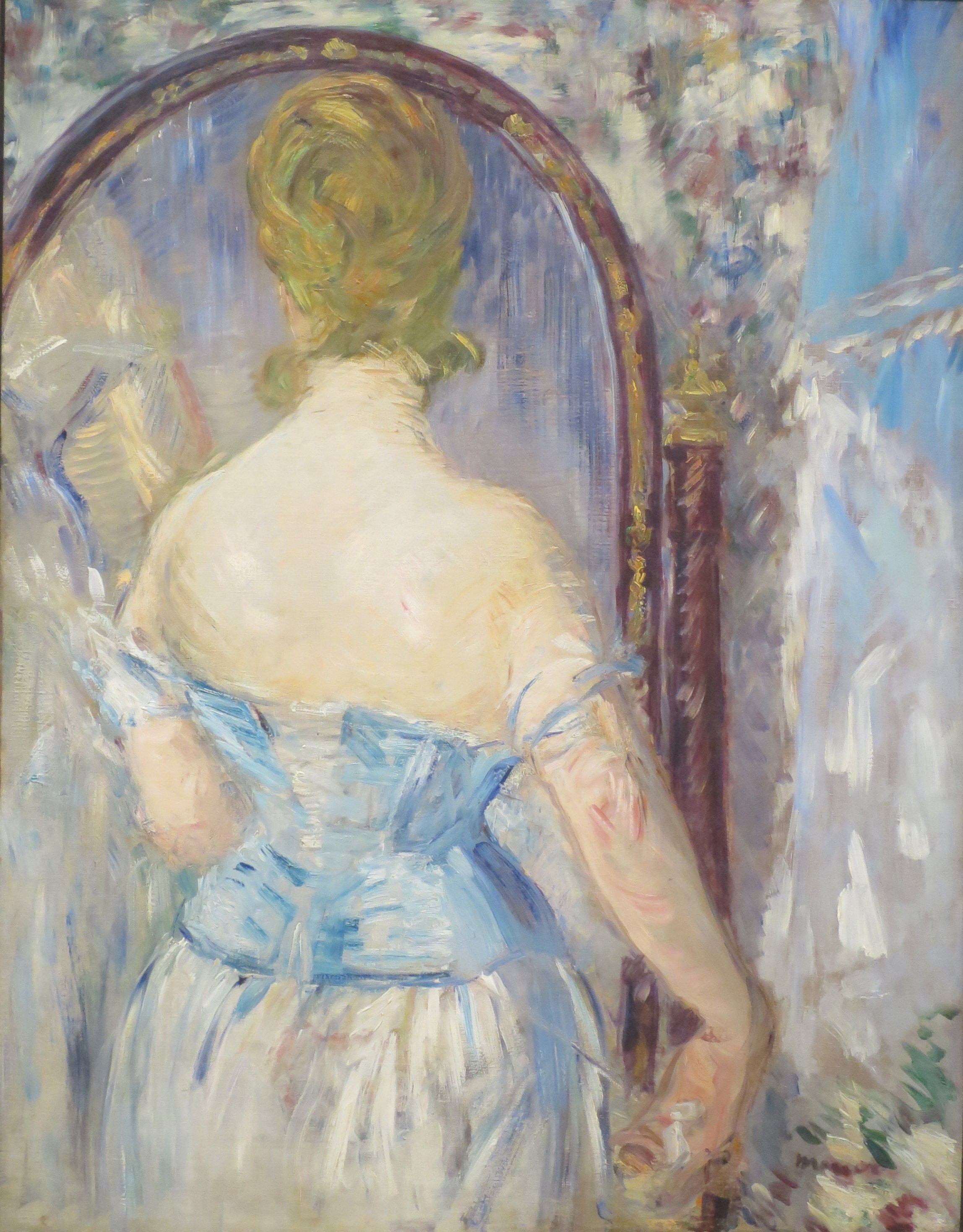
Vor dem Spiegel von Edouard Manet
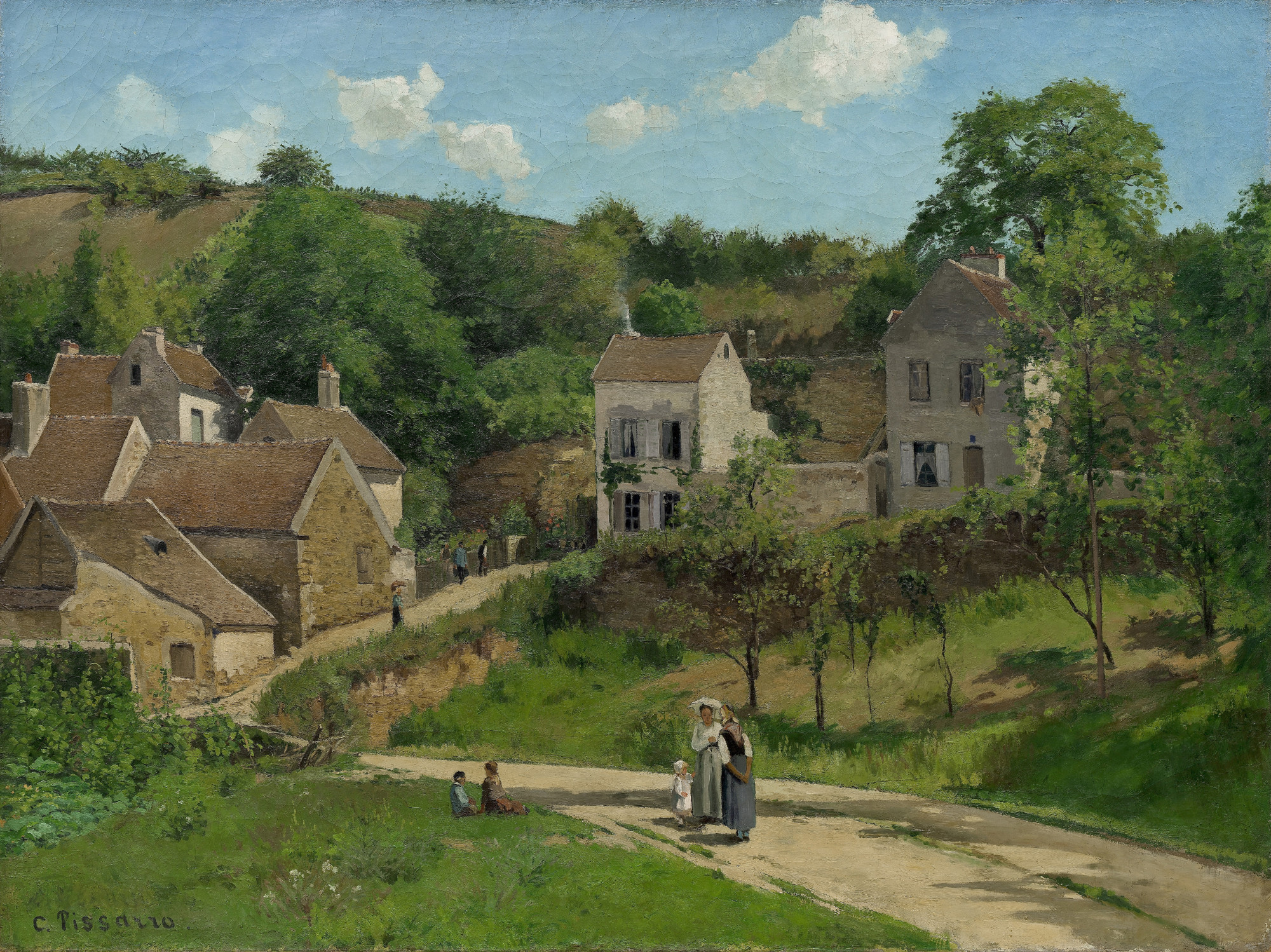
Hügellandschaft bei Pontoise von Camille Pissarro

Zu Beginn der 1990er-Jahre ergänzte die Panza Collection die Sammlung um Werke aus den 1960er- und 1970er-Jahren mit dem Schwerpunkt auf abstrakter Malerei und Skulpturen. Sie umfasste minimalistische Skulpturen von Bildhauern wie Dan Flavin, Donald Judd und Carl Andre, sowie minimalistische Malerei von Künstlern wie Brice Marden, Robert Ryman und Robert Mangold. Daneben umfasste die Panza Collection auch Werke des Postminimalismus und der Konzeptkunst von Künstlern wie Richard Serra, James Turrell und Robert Morris. Zudem verdoppelte sich in den 1990er-Jahren der Werksbestand der Sammlung, da nun auch Fotografien und mediale Kunst hinzukamen. So gehören beispielsweise 200 Fotografien von Robert Mapplethorpe zur Sammlung.

## Sonderausstellungen
Neben der ständigen Ausstellung der Sammlung werden im Solomon R. Guggenheim Museum auch jährlich mehrere Sonderausstellungen präsentiert. Besondere Beachtung fand die Ausstellung der Peggy Guggenheim Collection in den 1960er-Jahren, die Teil einer Ausstellungstournee der Sammlung Peggy Guggenheims war. Diese Ausstellung war vor dem Hintergrund des Konfliktes mit ihrem Onkel Solomon R. Guggenheim eine Besonderheit und gab wahrscheinlich den Ausschlag zur späteren Übertragung der Eigentumsrechte an ihrer Sammlung an die Solomon R. Guggenheim Foundation. 1998 fand erneut eine Sonderschau von Werken aus Peggy Guggenheims Sammlung unter dem Titel Peggy Guggenheim: A Centennial Celebration statt.
Ende 1979 wurde Joseph Beuys als erstem deutschen Künstler eine Retrospektive im Guggenheim Museum ermöglicht. Sie war die erste umfassende Präsentation seiner Werke in Amerika, die beim Publikum auf hohe Beachtung, aber auch auf heftige Kritik stieß. Die ausgestellten Werke wurden von den US-amerikanischen Kritikern aufgrund ihrer scheinbaren Wurzeln im „Dritten Reich“ und des persönlichen Kultes, den der Künstler augenscheinlich um sich aufbaute, umfassend als problematisch wahrgenommen. Diese Form der Rezeption der Beuys’schen Werke blieb für ein Jahrzehnt bestehen und ist erst in den frühen 1990er Jahren kritisch revidiert worden.
Ebenfalls viel Beachtung und gute Kritiken erhielt eine 2005 veranstaltete Retrospektive zum Werk Hilla Rebays, die ihre Gemälde, Zeichnungen und Collagen zeigte. Mit dieser Ausstellung wurde Rebay innerhalb der Guggenheim Foundation und des Museums wieder rehabilitiert, nachdem sie nach dem Ende ihrer Tätigkeit für diese nicht einmal zur Eröffnung des Museumsgebäudes eingeladen worden war.
Daneben gab es Sonderausstellungen zur Kunst bestimmter Regionen wie Africa: The Art of a Continent aus dem Jahr 1996 oder China: 5000 Years und zu Design wie The Art of the Motorcycle, die beide 1998 veranstaltet wurden. Auch das Werk einiger Künstler wurde mit Sonderausstellungen gewürdigt wie beispielsweise Picasso on the War Years: 1937-1945 aus dem Jahr 1990 und James Rosenquist: A Retrospective, die 2004 stattfand. Außerdem werden auch Ausstellungen wie Surrealism: Two Private Eyes – The Nesuhi Ertegun and Daniel Filipacchi Collections aus dem Jahr 1999 veranstaltet, die eine bestimmte Kunstrichtung behandeln. 2010 war im Museum die Ausstellung Chaos and Classicism: Art in France, Italy, and Germany, 1918–1936 zu sehen.

## Filmreihen
Die Guggenheim Foundation, vor allem repräsentiert durch deren Hauptsitz in New York, bietet seit langem auch eine Präsentationsmöglichkeit für den künstlerischen Experimentalfilm junger Nachwuchskünstler aus aller Welt. Die Teilnahme an Vorführreihen wie den Mexperimental Film Series oder dem German Cinema gelten als wichtige Stationen in den Viten der jeweiligen Filmemacher.

## Rezeption

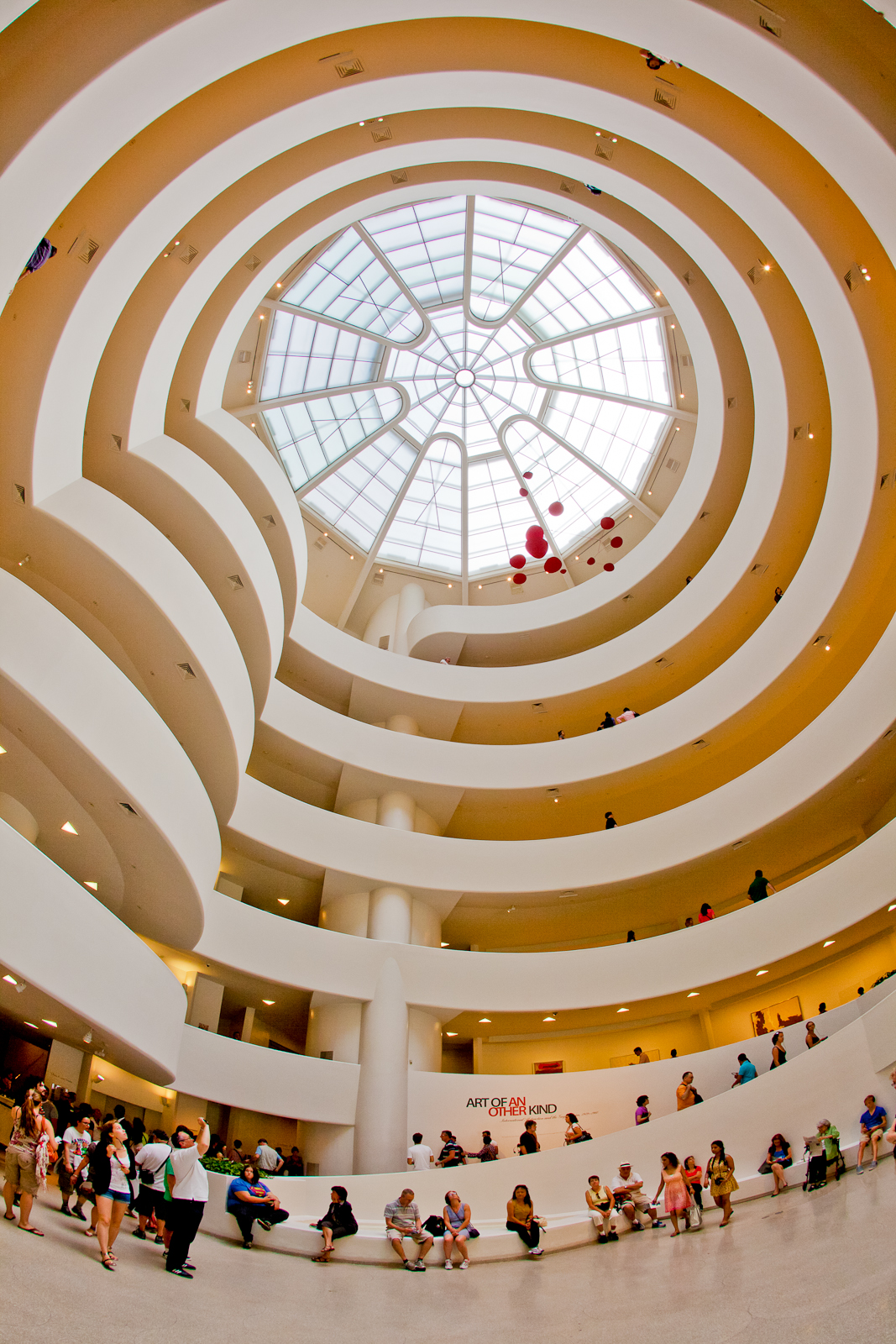
Innenansicht mit Fischaugenoptik

Das Solomon R. Guggenheim Museum taucht öfters als Kulisse in Filmen und Fernsehserien auf. So jagt beispielsweise Will Smith in dem Film Men in Black einen Alien auf der spiralförmigen Rampe. Dieselbe Rampe dient im Film Mr. Poppers Pinguine als Pinguin-Rutschbahn. Das Museum wurde ebenfalls im Film L.A. Story thematisiert, als ein Rollerskater gespielt von Steve Martin durch das Los Angeles County Museum of Art fährt und dabei von einem Freund gefilmt wird. Ein Bekannter, den er im Museum trifft, fragt ihn daraufhin: „Have you tried the Guggenheim?“ In der Serie Seinfeld wurde das Solomon R. Guggenheim Museum auch thematisiert, als der Charakter George behauptet, der Architekt der Museumserweiterung zu sein. In The International von Tom Tykwer ist die (im Filmstudio Babelsberg originalgetreu nachgebaute) Rotunde Schauplatz einer ausgedehnten Schießerei zwischen Clive Owen und Verfolgern. Der amerikanische Künstler Matthew Barney lässt einen Zwischenteil des dritten Teils seines Cremaster Cycle (1994–2002), Cremaster 3 (2002), unter dem Titel „The Order“, im Guggenheim Museum New York spielen. Er bezieht die außergewöhnliche Architektur in seinen Avantgardefilm ein. Außerdem ist im Film When in Rome – Fünf Männer sind vier zuviel (2010) die Hauptperson die Kuratorin, daher werden auch einige Szenen dort gezeigt.